# 事実は小説より奇なり
事実は小説より奇なり（じじつはしょうせつよりきなり）は、ジョージ・ゴードン・バイロンの作品からのことわざ。

## 概要
世の中で実際に起きている出来事というのは、虚構である小説よりもかえって奇妙であり不思議であるということを意味する。
ジョージ・ゴードン・バイロンの『ドン・ジュアン』に由来する言葉である。だがバイロンの作品では、語られるならば事実は小説より奇なりという形で条件が付け加えられていた。
この事実は小説より奇なりという言葉にマーク・トウェインは皮肉らしい言葉を付け加える。このことで小説は実現可能性にこだわざるをえないのに対して、事実はそうではないという形になった。
太宰治の『惜別』という作品にこの言葉が出てきており、事実は小説より奇と言う人もいるようだが、誰も知らない事実もこの世の中にはあると述べられている。
ドS刑事シリーズに『事実は小説よりも奇なり殺人事件』という作品がある。
山本譲二と松居直美の曲で『事実は小説よりも奇なり』というのがある。
秦基博の曲で『現実は小説より奇なり』というのがある。